# Президентская кампания Джо Байдена (2024)
25 апреля 2023 года 46-й президент США Джо Байден выдвинул свою кандидатуру на президентских выборах, которые прошли в ноябре 2024 года.
Штаб президентской кампании находился в Уилмингтоне, штат Делавэр — малой родине Байдена, где он провёл бо́льшую часть своей жизни.
21 июля 2024 года под давлением членов Демократической партии, сомневавшихся в способности президента продолжать кампанию, Байден вышел из президентской гонки и поддержал выдвижение вице-президента Камалы Харрис в качестве кандидата в президенты.

## Предыстория

### Предыдущие кампании
Президентская кампания станет для Джо Байдена четвёртой в его политической карьере. До этого он безуспешно выдвигал свою кандидатуру на праймериз Демократической партии 1988 года, хотя изначально был одним из сильнейших кандидатов. Однако газеты выявили плагиат в отчётах юридического факультета и в выступлениях Байдена. Политический скандал привёл к тому, что Джо Байден отказался от участия на праймериз в сентябре 1987 года. Вторую попытку Джо Байден предпринял на праймериз Демократической партии 2008 года, однако ему не удалось заручиться одобрением и поддержкой. Он снял свою кандидатуру после кокуса в Айове в январе 2008 года. Другой кандидат от Демократической партии — Барак Обама — выбрал Байдена в качестве вице-президента. В паре с Байденом Обаме удалось выиграть президентские выборы 2008 и 2012 годов. В 2019 году Байден вновь выдвинул свою кандидатуру, победив действующего президента Дональда Трампа на выборах 2020 года.

### Подготовка к кампании
С сентября 2022 года президент Байден и его супруга Джилл проводили встречи в Белом доме со старшими советниками для подготовки к потенциальной президентской кампании. Байден долгое время хранил молчание о своих планах переизбрания, но в частном порядке заявлял, что намерен баллотироваться, если не произойдет непредвиденных обстоятельств. Он также заявлял, что будет более охотно баллотироваться, если в гонке примет участие Трамп, на что бывший президент неоднократно намекал.

## Ход кампании

### Объявление
25 апреля 2023 года Джо Байден объявил, что намерен переизбраться в предстоящих президентских выборах. Президентская кампания Байдена стартовала ровно через четыре года после начала кампании 2020 года.
После объявления о кампании Байден посетил в июне 2023 года несколько штатов для сбора средств. В Филадельфии Байден выступил на мероприятии перед членами профсоюзов, организованное AFL—CIO, стремясь усилить поддержку среди белых американцев из рабочего класса, которые являются ядром поддержки республиканцев. 18 июля Байден объявил о том, что штаб-квартира кампании будет располагаться в Уилмингтоне, штат Делавэр. «Ценности моей семьи, мой вечный оптимизм и непоколебимая вера в американский средний класс как опору нашей нации пришли из моего дома — из штата Делавэр. Именно поэтому нет лучшего места для штаб-квартиры нашей кампании по переизбранию. На этих выборах мы будем отстаивать эти ценности. Вице-президент Харрис и я гордимся тем, что наша предвыборная команда называет Уилмингтон своим домом, пока мы все боремся за то, чтобы довести дело до конца в интересах американского народа», — заявил Байден в пресс-релизе.

### Праймериз Демократической партии
23 января 2024 года Джо Байден победил на праймериз в Нью-Гэмпшире, набрав 63,9 % голосов. Имя Байдена отсутствовало в списке из 21 кандидата, потому что президент не подал заявку на участие в первых по порядку первичных выборах. Дело в том, что национальный комитет демократов пытался изменить порядок выдвижения кандидатов так, чтобы праймериз сначала прошли 3 февраля в Южной Каролине. Однако, по закону штата Нью-Гэмпшир, именно там должны проходить первые праймериз как минимум на семь дней раньше, чем в любом другом штате. В супервторник, прошедший 5 марта, Байден выиграл в 15 из 16 штатах, проиграв лишь в Американском Самоа бизнесмену Джейсону Палмеру. 12 марта Байден стал предварительным номинантов, набрав необходимое количество делегатов после победы в Вашингтоне, Джорджии и Миссисипи.

## Финансирование
За II квартал 2023 года Джо Байден собрал около $72 млн пожертвований на проведение предвыборной кампании, вдвое превысив показатели Дональда Трампа за этот же период. Среди крупнейших спонсоров был Джеффри Катценберг, Сэм Олтмен, Сет Макфарлейн, Марси Карси, Рид Хастингс.
В апреле 2024 года Дональд Трамп собрав 71 млн долларов, впервые обошёл Джо Байдена, получившего 51 млн долларов. Это стало причиной того, что действующий президент США предпочел мероприятие по сбору средств для своей предвыборной кампании посещению мирного саммита по Украине в Швейцарии.

## Снятие с выборов
После плохого выступления на дебатах в июне 2024 года Байден столкнулся с призывами коллег-демократов выйти из президентской гонки. Противники участия президента в выборах опасались его состояния здоровья и пожилого возраста, а также низких рейтингов одобрения, которые оставались ниже 44 % с августа 2021 года. По данным опросов общественного мнения Байден проигрывал Трампу в семи колеблющихся штатах — Аризоне, Джорджии, Мичигане, Неваде, Северной Каролине, Пенсильвании и Висконсине. Руководство президентской кампании Байдена опровергали опасения демократов, демонстрировав, что он способен участвовать в выборах. Одним из способов Белого дома показать американскому обществу, что Байден способен участвовать в выборах президента, стала пресс-конференция НАТО, проведённая 11 июля 2024 года. Примечательно, что во время пресс-конференции Байден совершил несколько оговорок, включая те, которые он произнёс ещё перед пресс-конференцией, назвав президента Украины Владимира Зеленского «президентом Путиным» и вице-президента Камалу Харрис «вице-президентом Трампом».
21 июля, находясь на самоизоляции в Рехоботе-Бич, Байден объявил, что выходит из гонки, написав: «Для меня было величайшей честью в жизни быть вашим президентом. И хотя я намеревался добиваться переизбрания, я считаю, что в интересах моей партии и страны уйти из гонки и сосредоточиться исключительно на выполнении своих обязанностей президента на оставшийся срок». Байден одобрил кандидатуру вице-президента Камалы Харрис в качестве своей замены.